# Строевка (Черниговская область)
Строевка (укр. Строївка) — село в Черниговском районе Черниговской области Украины. Население 55 человек. Занимает площадь 0,67 км².
Код КОАТУУ: 7424482003. Почтовый индекс: 15010. Телефонный код: +380 51-83.

## Власть
Орган местного самоуправления — Добрянская поселковая община. Почтовый адрес: 15011, Черниговская обл., Черниговский р-н, пгт Добрянка, ул. Центральная, 8.